# Shingū, Wakayama
Shingū (japanska: 新宮市 ?, Shingū-shi) är en stad i Wakayama prefektur i Japan. Staden fick stadsrättigheter 1933.